# Salpis felderi
Salpis felderi là một loài bướm đêm trong họ Geometridae.